# Pep Clotet
Pour les articles homonymes, voir Josep, Clotet et Ruiz.
Josep Clotet Ruiz, né le 28 avril 1977 à Barcelone, est un footballeur espagnol devenu entraîneur.

## Biographie

### Footballeur
La carrière de footballeur de Josep n'a jamais vraiment eu le temps de démarrer. Il s'est en effet gravement blessé à l'âge de 18 ans, ce qui mit un terme prématuré à sa carrière. Cet arrêt précoce fut toutefois à l'origine de sa reconversion en tant qu'entraîneur.

### Formateur
Titulaire d'un master en science du football, Clotet Ruiz a obtenu sa licence d'entraîneur FIFA en 2003 et a été professeur à l'université de Catalogne chargé de la formation des techniciens du sport (football) entre 2006 et 2008.

### Entraîneur
La carrière d'entraîneur de Josep commence avec les jeunes de Figueres avec qui il remporte le championnat jeune de Catalogne. Fort de ce succès, il est recruté en 2006 par l'Espanyol de Barcelone pour prendre en charge sa section jeune. Avec cette équipe, il remportera le championnat national des U19 espagnol. Après un passage à Vilajuïga, il revient à l'Espanyol et remporte le championnat de 4e division espagnole. Pour la saison 2010, il est recruté par Malmö FF pour devenir l'adjoint de Roland Nilsson. Avec lui, il remporte le titre de champion de Suède 2010. 

#### Halmstads BK
À la fin de la saison, le club scanien souhaite le prolonger mais, Josep Clotet Ruiz, contacté par Halmstad pour devenir l'entraîneur du club, préfère cette dernière proposition et devient, pour la première fois de sa carrière, entraîneur principal d'un club de première division.
Malheureusement, l'expérience tourne court. Après une première moitié de championnat catastrophique (10 défaites, 4 nuls et 1 seule victoire en 15 matchs), la direction du club prend la décision de se séparer de l'espagnol. Pour autant, Clotet Ruiz n'en veut pas à ces derniers "Je me suis beaucoup plu au club et je suis triste de le quitter, même si je comprends cette décision. J'ai fait de mon mieux pour le club et je pense désormais être un meilleur entraîneur que je ne l'étais."

#### Viking Stavanger
Le 20 octobre 2011, il s'engage avec les Norvégiens de Viking Stavanger pour deux ans afin d'y succéder Åge Hareide, promu au statut de manager général du club.

## Palmarès
- 2006 : Champion de Catalogne des U18 avec l'UE Figueres
- 2008 : Champion d'Espagne des U19 avec l'Espanyol de Barcelone
- 2009 : Champion de 4e division espagnole avec la réserve de l'Espanyol de Barcelone
- 2010 : Champion de Suède avec Malmö FF (entraîneur adjoint)